# Ulica Lipska w Krakowie
Ulica Lipska – ulica w Krakowie, położona w całości w administracyjnej dzielnicy XIII Podgórze.

## Przebieg
Ulica Lipska zaczyna swój bieg na skrzyżowaniu z ulicami płk. Kuklińskiego oraz Saską, gdzie omawiana ulica kontynuuje bieg tej pierwszej. Następnie przez prawie 700 metrów przebiega bez przecznic. Pierwszym skrzyżowaniem na szlaku drogi jest skrzyżowanie z ulicą Rzebika. Kolejną przecznicą jest ulica Węglarska, odchodząca od ulicy na południe. Następne skrzyżowanie znajduje się 200 metrów dalej - z ulicą Lipską Boczną. Ostatecznie przez 300 metrów biegnie bez przecznic do skrzyżowania z ulicami Surzyckiego, Golikówka i Mierzeja Wiślana, by tam zakończyć bieg. Ta pierwsza z wyżej wymienionych staje się kontynuacją ulicy Lipskiej.

## Historia
Ulica mogła się już ukształtować przed 1254 rokiem, kiedy to po raz pierwszy pojawia się wzmianka o wsi Płaszów. Jednak w obecnym kształcie istnieje od drugiej połowy XIX wieku, kiedy to zostaje wyprostowana i właściwie wytyczona na nowo przez Austriaków. Leży ona na historycznym przedłużeniu ulicy Krzywda, która została zlikwidowana bez północnego odcinka podczas budowy ulicy płk. Kuklińskiego w 2011 roku. Do 1990 roku była to droga dwupasmowa. W latach 1990–1991 została wyremontowana i poszerzona w ulicę czteropasmową z bardzo szerokim pasem zieleni pośrodku przewidzianym na budowę torowiska tramwajowego. W tym stanie zachowała się do 2011 roku, kiedy to ponownie ją przebudowano podczas budowy linii tramwajowej na sześciopasmówkę.

## Współczesność
Obecnie ulica Lipska jest szeroką, sześciopasmową (miejscami zwężającą się do czteropasmówki) arterią z torowiskiem Krakowskiego Szybkiego Tramwaju do pętli "Mały Płaszów". Na szlaku ulicy znajdują się 3 przystanki tramwajowe, oraz 4 autobusowe. Są to: Lipska (na skrzyżowaniu z ul. Saską i płk. Kuklińskiego, tylko w kierunku wschodnim), Rzebika (na skrzyżowaniu z ul. Rzebika), Mały Płaszów (na skrzyżowaniu z ul. Lipską Boczną - tam jest pętla tramwajowo-autobusowa o tej samej nazwie) oraz Surzyckiego (tylko w kierunku zachodnim).

## Komunikacja
Na ulicy Lipskiej znajduje się pętla tramwajowo-autobusowa o nazwie "Mały Płaszów", z której tramwaje odjeżdżają w kierunku zachodnim, a autobusy w kierunku wschodnim.